# Menstrie
Menstrie – wieś w środkowej Szkocji, w hrabstwie Clackmannanshire, położona na północnym brzegu rzeki Devon, u podnóża wzgórz Ochil. W 2011 roku liczyła 2804 mieszkańców.
W miejscowości znajduje się XVI-wieczny zamek Menstrie Castle, miejsce urodzenia poety i polityka Williama Alexandra, 1. hrabiego Stirling (ok. 1567–1640) oraz generała Ralpha Abercromby'ego (1734–1801).
W XIX wieku rozwinął się tu przemysł włókienniczy. W latach 1746–1929 działała tu destylarnia whisky Glenochil. Współcześnie miejscowość jest ośrodkiem przemysłu spożywczego i alkoholowego.
W bliskim sąsiedztwie położone są miasta Tullibody (na południu) i Alva (na wschodzie).